# Mittelwihr
Mittelwihr là một xã ở tỉnh Haut-Rhin trong vùng Grand Est ở đông bắc Pháp. Xã này có diện tích 2,42 km², dân số năm 1999 là 809 người. Khu vực này có độ cao 196 mét trên mực nước biển.